# Eugen Trică
Eugen Trică (Craiova, 5 augustus 1976) is een Roemeense profvoetballer (middenvelder) die voor Concordia Chiajna uitkomt. Hij vertrok in de winter van 2009 naar Anorthosis Famagusta, maar keerde na zes maanden terug naar zijn vaderland en sloot zich aan bij CFR Cluj.

## Interlandcarrière
Trică speelde vier keer voor het Roemeense nationale elftal. Onder leiding van bondscoach Victor Pițurcă maakte hij zijn debuut op 3 maart 1999 in de vriendschappelijke thuiswedstrijd tegen Estland (2-0), net als Tiberiu Lung (Universitatea Craiova), Cătălin Hîldan (Dinamo Boekarest), Dumitru Mitriţă (sc Heerenveen), Daniel Florea (Dinamo Boekarest), Ion Luţu (Steaua Boekarest), Ionel Ganea (Rapid Boekarest) en Ionel Dănciulescu (Steaua Boekarest). Trică viel in dat duel na 74 minuten in voor Dennis Șerban.

## Privé
Hij is getrouwd met Lorena, een dochter van oud-voetballer Ilie Balaci.